# SFPトランシーバ

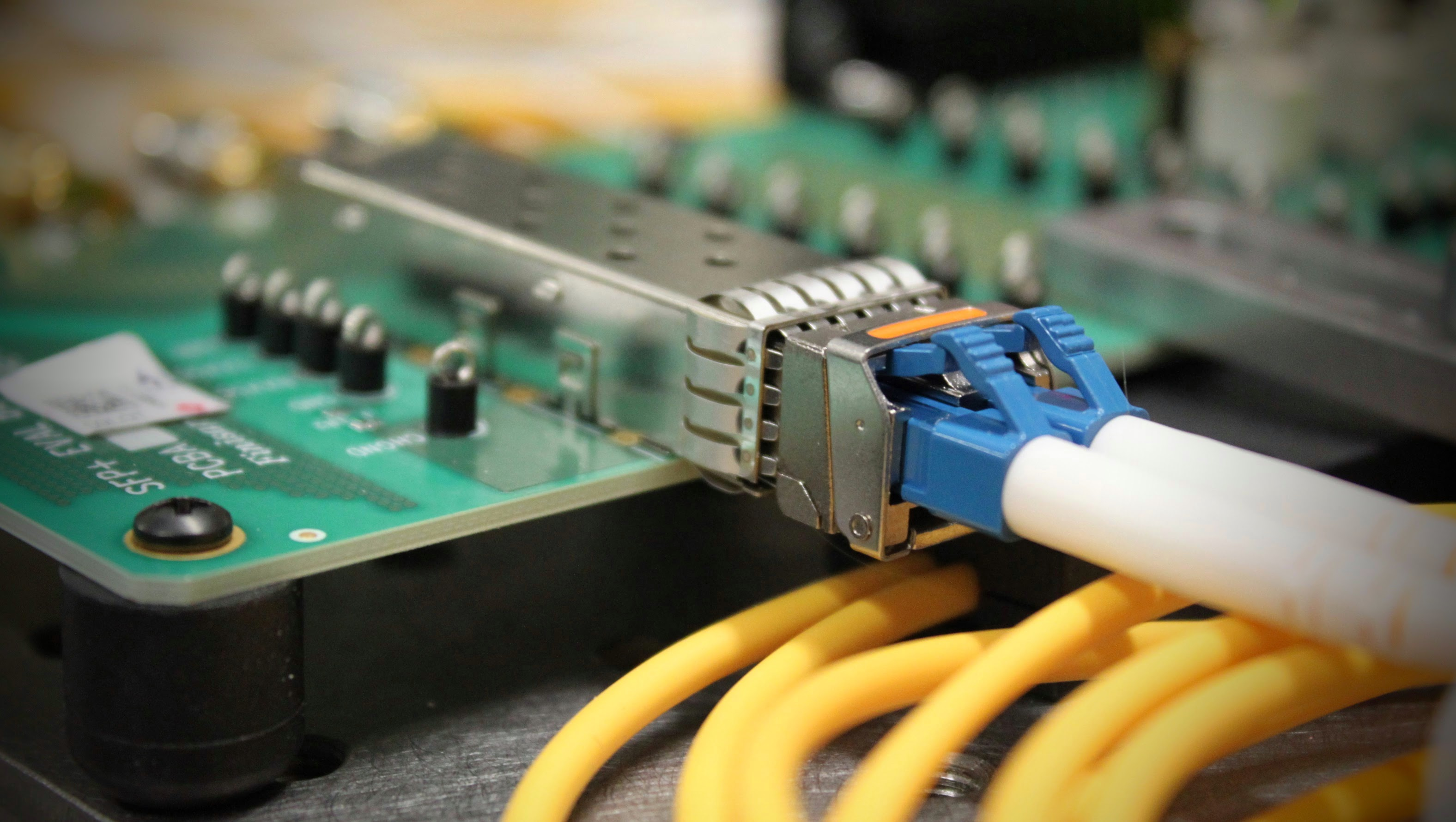
SFPトランシーバは、一対の光ファイバーケーブルに接続できる

SFPトランシーバ（small form-factor pluggable transceiver）は、基板上の電気信号と光ファイバ上の光信号を相互に変換する光トランシーバモジュールの一つ。小型で活線挿抜が可能であり、光通信をサポートするネットワーク機器に搭載して使用される。同様の挿抜モジュールであるQSFP (quad SFP)およびOSFP (octal SFP)についても本項で記載する。

## 概要

### 利用
SFPトランシーバには様々な送受仕様がある。モジュールの仕様によってマルチモードファイバ、シングルモードファイバ、ツイストペアケーブル、同軸ケーブルなどの伝送媒体を必要な距離長および伝送速度で接続可能であり、ユーザは各リンクに適切なトランシーバを選択することができる。

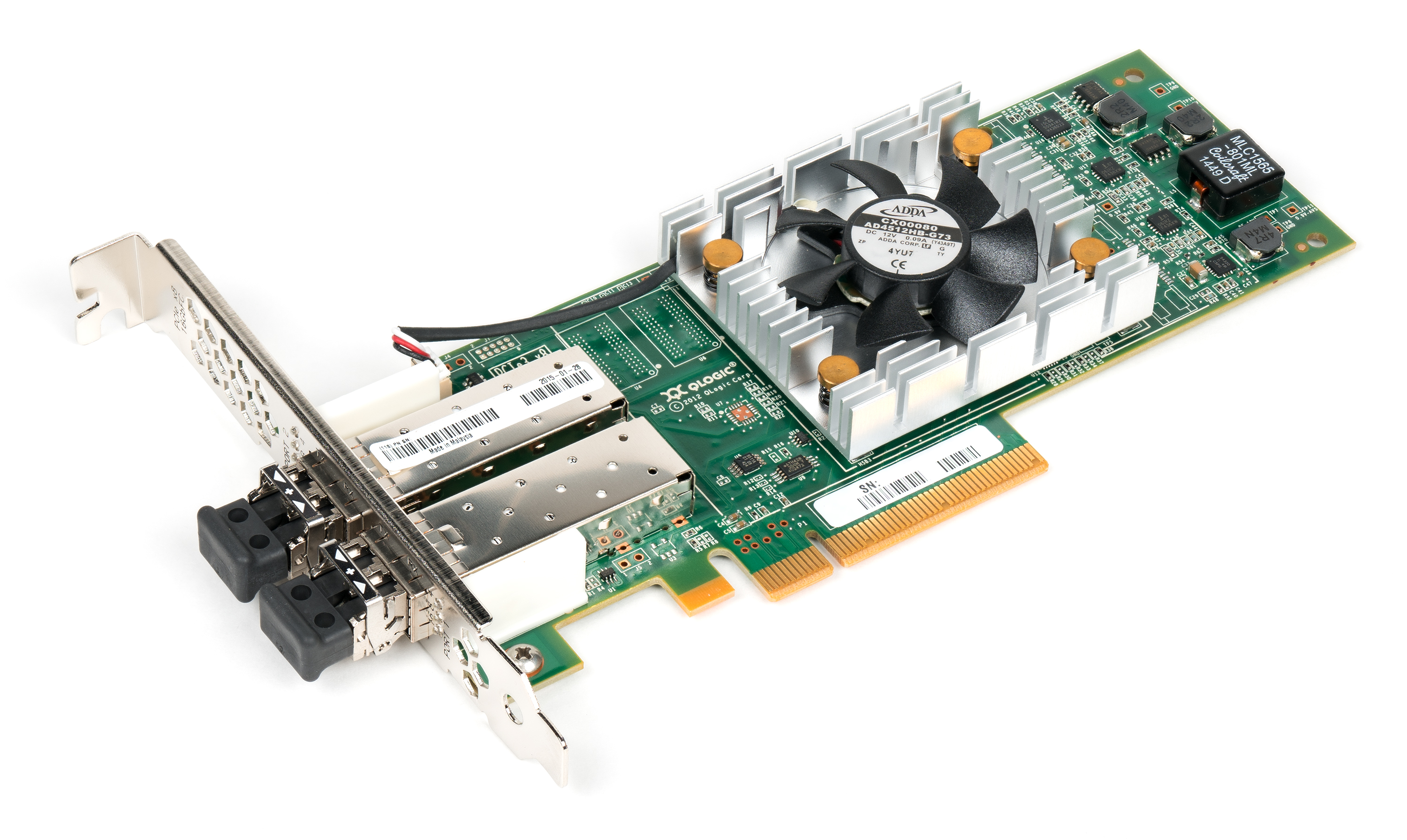
SFPスロットを2つ備えたネットワークカード

ネットワーク機器にあるSFPポートはモジュラスロットであり、ここにSFPを挿し込むことで、SFPが対応する伝送媒体(光ケーブル、場合によっては銅線ケーブル)を接続することができる。主にSONET・イーサネット・ファイバーチャネル・PONなどの通信規格に対応している。 
SFPスロットは、スイッチングハブ、ルータ、ファイアウォール、ネットワークカードなどについている。ストレージインタフェースカード（HBAやファイバチャネルストレージスイッチと呼ばれる）もこれらのモジュールを使用し、2Gb、4Gb、8Gbなどの様々な速度に対応する。SFPは安価・小型であり、様々なタイプの光ファイバー接続を提供することから、このような機器の柔軟性を高める。

### 標準化
SFP・QSFPは公式の標準化団体では標準化されていないが、SNIA (ストレージネットワーク産業協会)の後援の下にマルチソースアグリーメント(MSA, メーカー間による規格合意)によってそのフォームファクタや電気インタフェイス仕様が規定されている。SFPは、多くのネットワーク製品メーカーによって共同開発されサポートされている一般的な業界フォーマットである。
ただし、実際問題として、一部のネットワーク機器では自社の純正SFP以外は使えないようにするベンダーロックインを起こしているものがある。機器側ファームウェアがSFP内蔵メモリ(EEPROM)に記録されたベンダーIDを識別して、同じブランドのIDのSFPのみを受け入れるようにベンダー独自のチェックを追加しており、機器の動作を制限している。これに対抗するために、サードパーティ製の互換SFPではベンダーIDを書き換え可能な空の内蔵メモリを備えたものが販売されている。このような互換SFPは一般に純正SFPより安価であるため大きな需要がある。

## 種類

### SFP

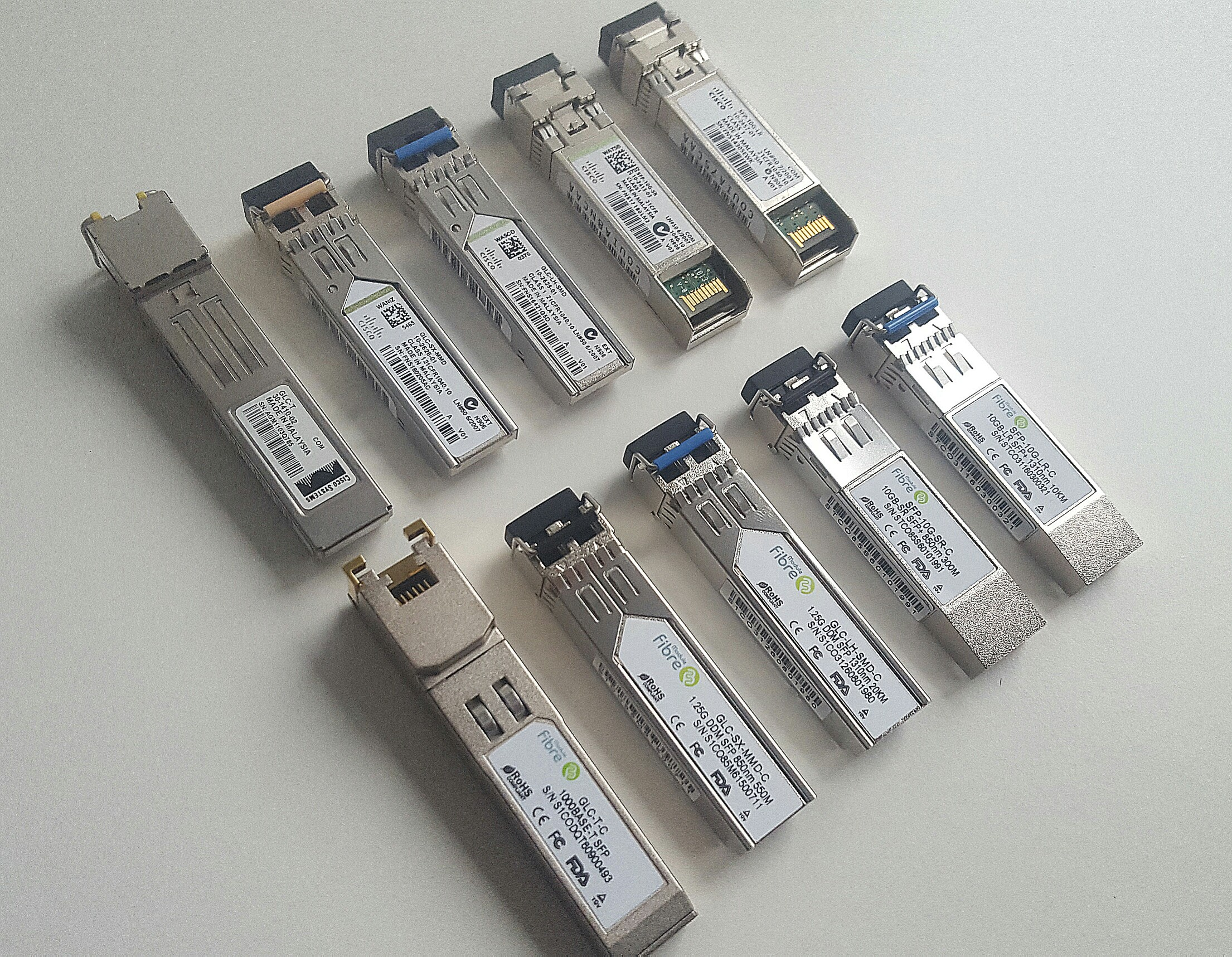
様々なSFP

SFPはもともと1Gbps光通信用に設計されたトランシーバで、従来1Gbps通信で使われていたGBICを元にして小型化したため、GBICに代わって広く普及した。この経緯から一時期Mini-GBICとも呼ばれたが、この名称はMSAで正式に定義されたものではない。以下にSFP仕様を規定しているMSA規格を示す。
- 機構仕様: SFF-8432[2] および SFF-8071[8]
- 電気的仕様: SFF-8418[9] および SFF-8419[3]
- 管理機能仕様: SFF-8472[10]

#### 伝送速度
SFPは基板上バスの速度向上に応じて下表のような派生モジュールがある。いずれも仕様が共通化されているため、機器メーカーはSFPポート設計の一部を再利用することができる。また、例えばSFP+とSFP28の共用ポートなど、異なる伝送速度仕様を持つモジュールのいずれも挿すことができるスロット設計も可能となっており、一部のルータやスイッチングハブでは100MbE、1GbE、10GbEにそれぞれ対応した3種のSFP/SFP+を自動判別して動作切替するものがある。
| 名称                 | 伝送速度            | MSA初版                 | 光ポート主用途                             | 基板配線 | 備考 |
| -------------------- | ------------------- | ----------------------- | ------------------------------------------ | -------- | --- |
| SFP                  | 1 Gbpsなど          | 2001-05-01              | GbE, 100MbE 1GFC, 2GFC, 4GFC OC-3 OTN OTU1 | 20ピン   | MSAには記載されていないが、最大5 Gbpsの通信が可能。 |
| SFP+ (SFP10) (SFP16) | 10 Gbps 16 Gbpsなど | 2009-07-06              | 10GbE 8GFC, 16GFC OC-192 OTN OTU2          | 20ピン   | 初版仕様は2006年5月9日に公開され、2009年7月6日に採択された。従来の10 Gbps通信の主流であったXENPAKやXFPトランシーバに代わって広く使われる。                      |
| SFP28                | 25 Gbps             | 2014-09-13              | 25GbE                                      | 20ピン   | 基板上バスは25 Gbps通信の符号化における付加ビットを加味して28 Gbpsで動作する。伝送媒体はSMF, MMF, AOC, DACなど。                                                |
| SFP56                | 50 Gbps             | 2019-07-18              | 50GbE                                      | 20ピン   | NRZの代わりにPAM4を使用し、SFP28と同様の仕様で28 Gbaud動作バスによる56 Gbps通信を実現したもの。SFP-DDから逆輸入する形で仕様追加された。                         |
| SFP-DD               | 100 Gbps〜          | 2019-04-10 (SFP-DD MSA) | 100GbE, 200GbE                             | 40ピン   | "DD"は倍密度(double density)を意味する。機器側には40ピンコネクタで接続し、2並列の送受信バスを実装している。ピン配置はSFP+/SFP28との後方互換性が考慮されている。 |

#### 通信ポートの拡張
前面の光ファイバ接続インタフェイスを拡張したSFPとして以下のものがある。
- 100M SFP - 1Gbps通信用に開発されたSFPを旧来の100Mbps光通信に流用したもの。FTTx用途で100BASE-FX接続などに用いる[25]。

Copper SFP

- Copper SFP (カッパーSFP) - ツイストペアケーブルを接続するRJ-45コネクタが備えられたもの。100BASE-TX, 1000BASE-T, 2.5GBASE-T[26], 5GBASE-T[27], 10GBASE-Tなどの規格にそれぞれ対応したものがある。内部にイーサネットのPCS副層を組み込んでおり[28]、ファイバーチャネルやSONETとは互換性がない。通常のルータやスイッチに備え付けのRJ-45ポートでは10M・100M・1Gbpsなど異なる通信規格をカバーしているが、SFPでは複数の速度に対応していないことが多い。

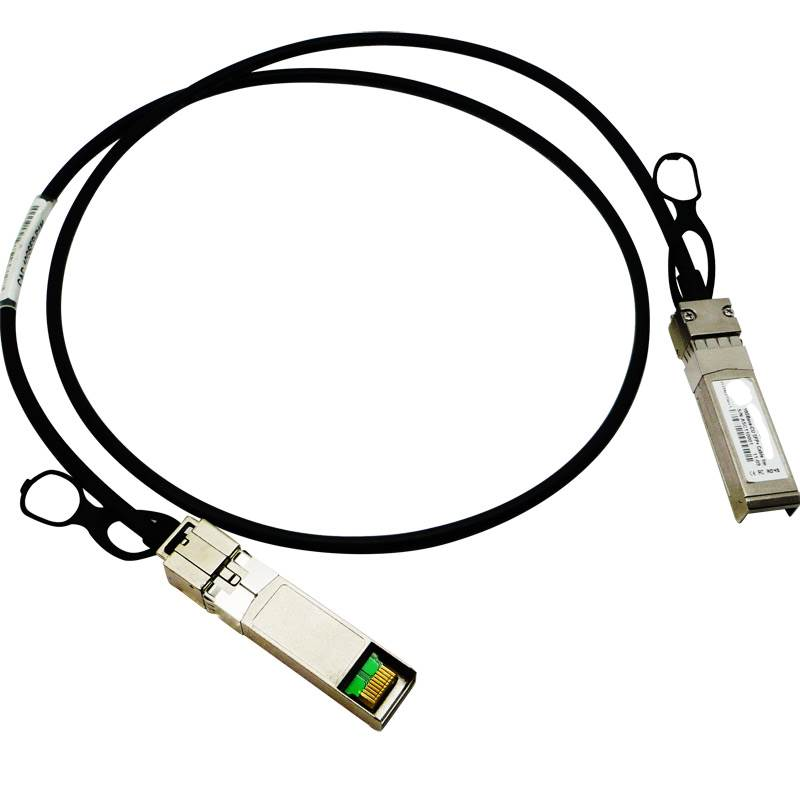
ダイレクトアタッチケーブル

- ダイレクトアタッチケーブル (DAC, direct attach cable) - SFPコネクタがケーブルの両端に備え付けてあるもの。2つの機器のSFPポートを電気的に直接接続するために主に10Gbps以上の通信で用いる。パッシブ（最大7m程度）、アクティブ（最大15m程度）、AOC (active optical cable, 最大100m程度)などの種類がある。

- cSFP (compact SFP) - 独立した1芯双方向の光ファイバポートを2ポート設けたもの。主にポート密度を高め、ポートあたりのファイバ使用量を減らすために用いる[29][30]。

#### 光学特性
光通信用のSFPでは、主に短距離用にマルチモードファイバ、長距離用にシングルモードファイバを用いて様々な構成で接続可能なものがある。特に接続距離長や光源波長の仕様種別は、100Mbps・1Gbps通信用途のものではSX・LX・EX・ZX・BXなど、10Gbps以上の通信用途のものではSR・LR・ER・ZRなどとして表現され、これらの一部はイーサネットの規格名称にもなっている。
| 名称                              | ファイバ | コネクタ     | レバー色         | 波長                                    | 距離長                 | 備考 |
| --------------------------------- | -------- | ------------ | ---------------- | --------------------------------------- | ---------------------- | --- |
| SX                                | MMF      | LC           | 黒またはベージュ | 850nm                                   | 550m                   | 主に1000BASE-SX・1GFC用途。距離長を短くして2GFC・4GFCなど高い通信速度に対応したものもある。 |
| SX+/MX/LSX （メーカにより異なる） | MMF      | LC           | 黒/青            | 1310nm                                  | 2km                    | SXや100BASE-FXとは互換性がない。LXをベースにしているが、LXをマルチモードに適応させるために一般的に使用されているモード調整ケーブルではなく、標準のマルチモードパッチケーブルを使用してマルチモードファイバで動作するように設計されている。 |
| LX                                | SMF      | LC           | 青               | 1310nm                                  | 10km                   | 規格上は1000BASE-LXは5km、1000BASE-LX10は10km。 |
| EX                                | SMF      | LC           | 青/緑            | 1310nm/1550nm                           | 40km                   | |
| XD                                | SMF      | LC           | 青/緑            | 1550nm                                  | 50km                   | |
| ZX                                | SMF      | LC           | 青/緑            | 1550nm                                  | 80km                   | 距離長はファイバー伝送損失に依存。 |
| EZX                               | SMF      | LC           | 青/緑            | 1550nm                                  | 160km                  | 距離長はファイバー伝送損失に依存。 |
| BX                                | SMF      | SC または LC | 紫/青            | 1490nm/1310nm (1芯双方向)               | 10km                   | 規格名称は1000BASE-BX10。アップリンクとダウンリンク用にそれぞれの波長をBX-UとBX-Dとしてペアで使用する。一方向に1550nmを使用したものや距離長を80kmにした高出力製品もある。                                                                  |
| SFSW                              | SMF      | SC または LC | -                | (1芯双方向)                             | -                      | 1本のファイバに1つの波長(single fiber single wavelength)を用いて双方向トラフィックを構成する。同一波長帯の中でわずかに異なる2波長を使うことで送受信号を分離している。ポート密度を高め、ファイバ使用数を減らすために用いる。                |
| CWDM・DWDM                        | SMF      | LC           | 茶赤橙黄緑青紫灰 | 1270〜1610nm 1514〜1577nm (190〜198THz) | 40km, 80km, 120km など | 様々な距離長・波長で用いられる。 |

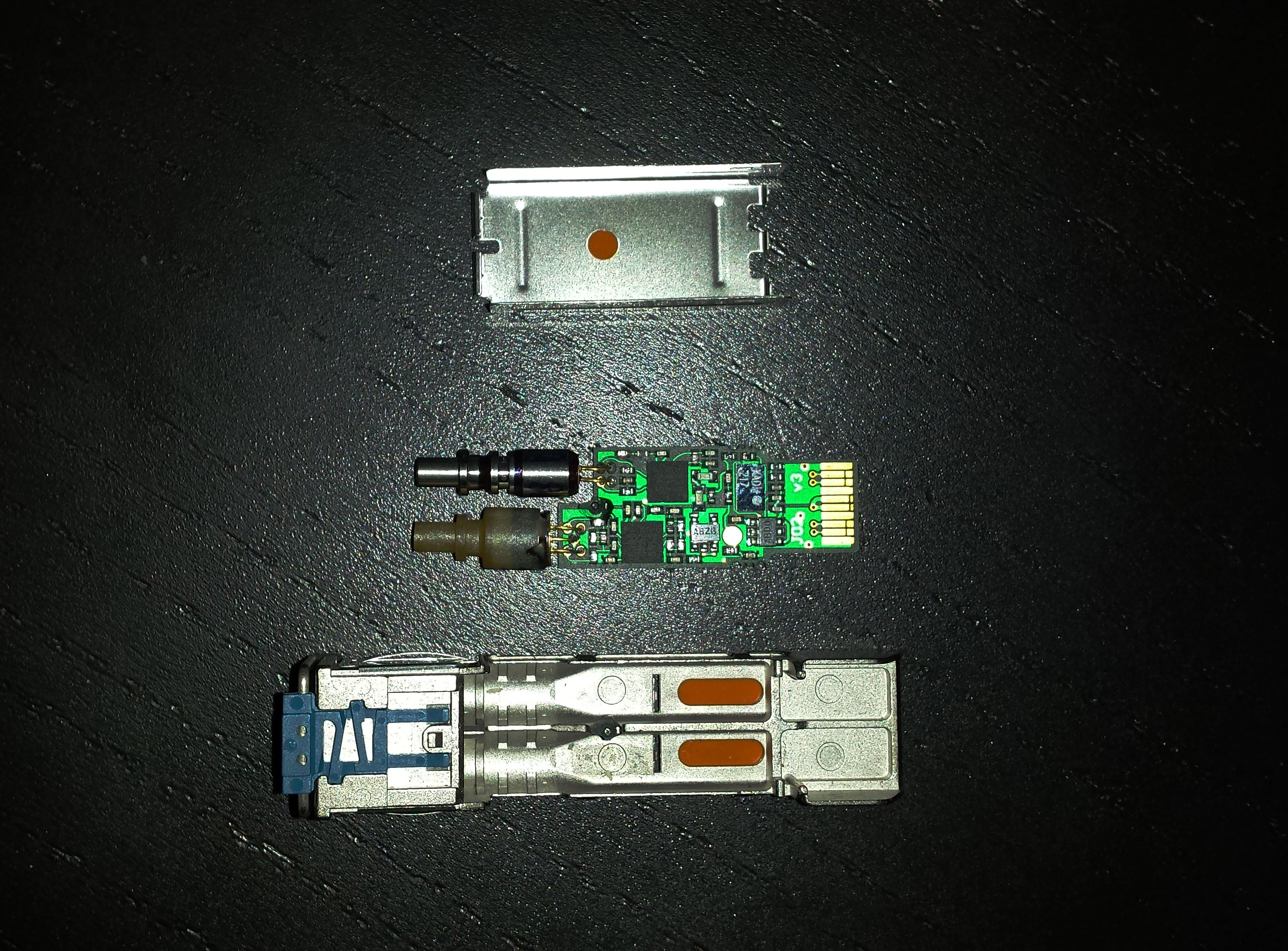
OC-3 SFPの内部。上部の金属製キャニスターは送信用レーザーダイオード、下部のプラスチック製キャニスターは受信用フォトダイオードである。

10Gbps通信用のSFP+は、XENPAKなどの従来モジュールと比べると、一般にモジュール内よりも機器側の回路実装を多くすることで小型化を実現している。XENPAKポートやX2ポートを備えた古い機器でもSFP+を使うことができる変換アダプタがある。
SFP内蔵の受光回路には光検出器としてフォトダイオードが用いられ、増幅部にはリミッティングタイプまたはリニアタイプのものがある。多くはリミッティングアンプにより劣化した受信信号を整形している。リニアタイプは主に10GBASE-LRMなどの低帯域幅規格において機器側で分散補償(EDC)の処理を行う構成での使用が意図されている。

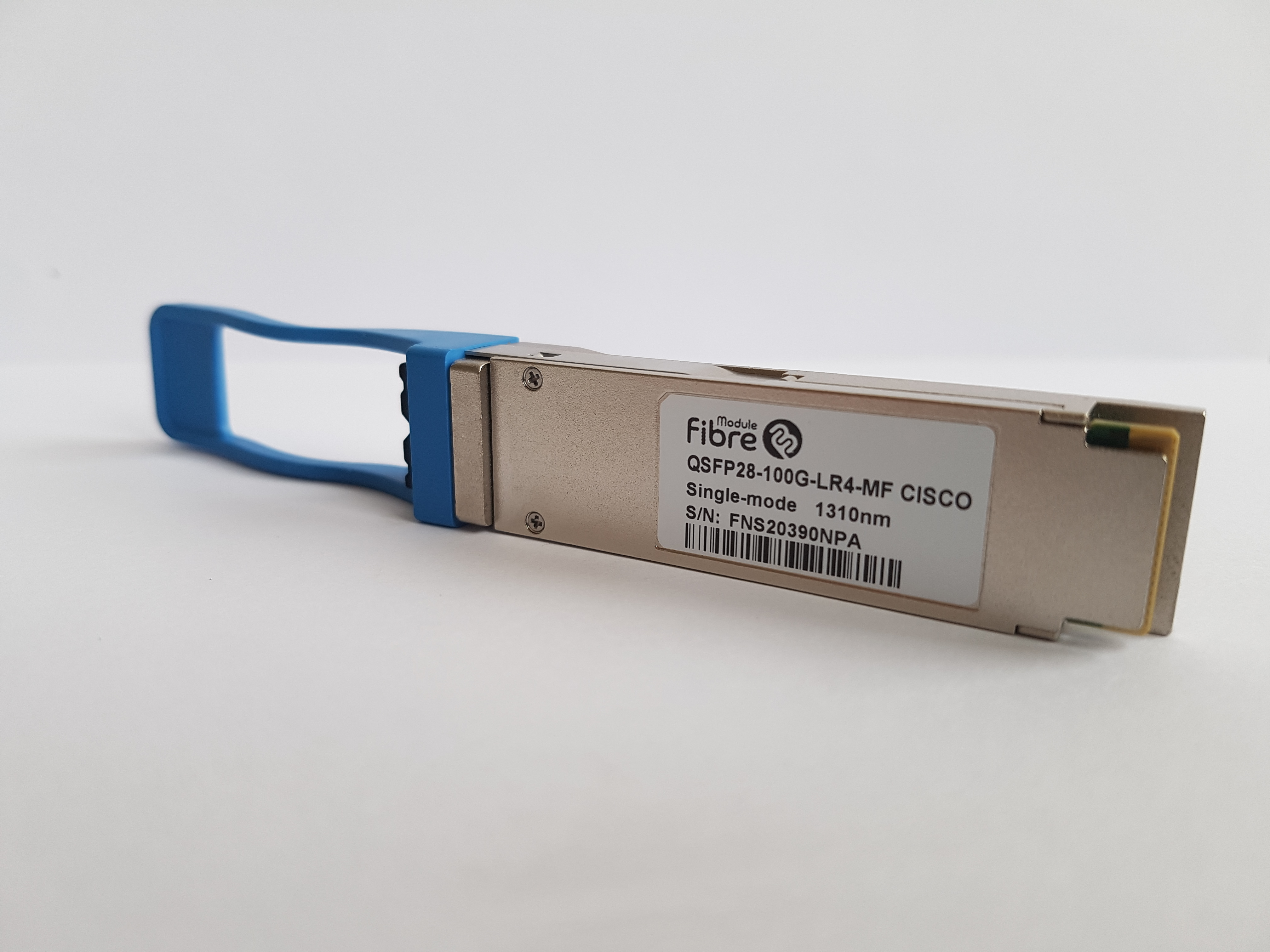
100GBASE-LR4 QSFP28

### QSFP
QSFP (quad SFP)は、4並列伝送(4レーン動作)を可能にした光トランシーバ。SFPよりもわずかに大きい。
QSFPには下表のような派生モジュールがあり、MSA規格にて仕様が共通化されている。
- 機構仕様: SFF-8661[43]およびSFF-8683[44]
- 電気的仕様: SFF-8679[45]
- 管理機能仕様: SFF-8636[46]

| 名称                 | 伝送速度  | MSA初版                  | 光ポート主用途                                 | 基板配線 | 備考 |
| -------------------- | --------- | ------------------------ | ---------------------------------------------- | -------- | --- |
| QSFP                 | 4Gbps     | 2006-11-01               | 4並列×GbE 4GFC SDR-IB, 4並列×DDR-IB            | 38ピン   | |
| QSFP+ (QSFP10)       | 40Gbps    | 2012-04-01               | 40GbE, 4並列×10GbE 4並列×10GFC 4並列×QDR-IB    | 38ピン   | |
| QSFP14               | 56Gbps    | 2015-06-29               | 4並列FDR-IB SAS-3 32GFC, 4並列×16GFC           | 38ピン   | |
| QSFP28               | 112Gbps   | 2014-09-13               | 50GbE, 100GbE 4並列×EDR-IB 128GFC, 4並列×32GFC | 38ピン   | 「QSFP100」または「100GQSFP」とも。 |
| QSFP56               | 224Gbps   | 2019-07-18               | 200GbE 4並列HDR-IB 256GFC, 4並列×64GFC         | 38ピン   | NRZの代わりにPAM4を使用する。「200GQSFP」とも。 |
| QSFP-DD (QSFP-DD800) | 448Gbps～ | 2016-09-16 (QSFP-DD MSA) | 400GbE, 800GbE NDR-IB                          | 76ピン   | "DD"は倍密度(double density)を意味する。機器側には76ピンコネクタで接続し、8並列の送受信バスを実装している。ピン配置はQSFP+/QSFP28との後方互換性が考慮されている。 |

### OSFP
OSFP (octal SFP)は、8並列伝送(8レーン動作)を可能にした光トランシーバ。QSFPよりもサイズが大きく、出力電力も大きい。機器側の基板上バスには60ピンコネクタで接続する。MSAグループは2016年に発表され、2021年公開の4.0版では1レーンあたり100Gbps動作する基板上バスを用いて800Gbps通信に対応している。
2022年には800Gbps対応モジュールがリリースされている。今後はQSFPと下位互換性を持つアダプタも登場するものと見込まれている。

## 機械的構造

### 前面コネクタ
光ファイバを接続できるトランシーバでは一般に、前面に2つのLCコネクタが付いている。1つは送信用、もう1つは受信用である。このほか、1芯双方向の光ファイバを接続できるSCコネクタのものや、100Gbps通信用に12芯・16芯光ファイバ並列接続可能なMPO (multi-fiber push-on)コネクタが備えられたものもある。
ツイストペアケーブルが接続可能なSFPではRJ-45ポートがある。またダイレクトアタッチケーブルでは、前面ポートにあたる部分に直接Twinax (2芯同軸)ケーブルが接続されている。

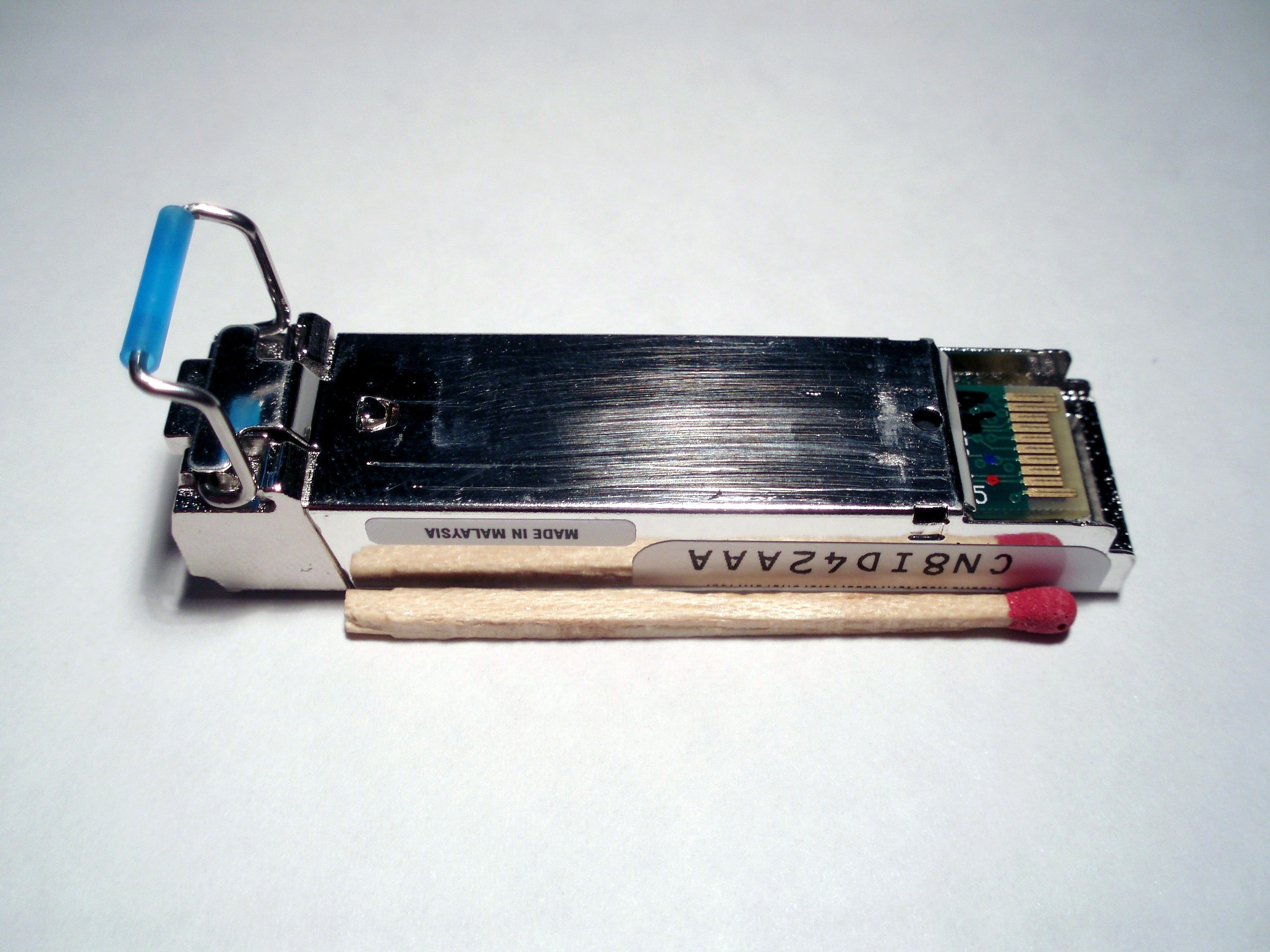
SFPモジュールの側面・底面。レバーの操作で底面の取付金具がスライドする。長さは6cm。

SFPの機器搭載時はスロットケージの爪でロックが掛かるようになっており、取り外しの際にはレバーを引いてロックを解除する機構が設けられている。このレバー色はファイバ種別を表しており、マルチモードファイバでは黒またはベージュ、シングルモードファイバでは青のレバー色規定があるが、1550nm波長のものを緑や黄色で表すベンダ拡張実装が多い。

### 寸法
SFP、QSFP、OSFPの順で大きくなっている。
|        | SFP    | QSFP    | OSFP    |
| ------ | ------ | ------- | ------- |
| 高さ   | 8.5mm  | 8.5mm   | 13.0mm  |
| 幅     | 13.4mm | 18.35mm | 22.58mm |
| 奥行き | 56.5mm | 72.0mm  | 100.4mm |

## 電気インタフェイス

### ピン配置
SFP・QSFPには機器側の基板と接続するためのプリント基板が含まれ、モジュラスロット内部にあるコネクタと嵌合する。SFPでは20ピンコネクタ、QSFPでは38ピンコネクタが用いられており、電気インターフェイスは以下のようなピン割当が規定されている。
| ピン | 名称       | 機能                                 |
| ---- | ---------- | ------------------------------------ |
| 1    | VeeT       | 接地 (送信機)                        |
| 2    | TxFault    | 送信障害表示                         |
| 3    | TxDisable  | HI入力時に光送信の無効化             |
| 4    | SDA        | 2線シリアルバスのデータ              |
| 5    | SDC        | 2線シリアルバスのクロック            |
| 6    | MOD_ABS    | モジュールの存在を示す(内部で接地)   |
| 7    | RateSelect | レート選択設定                       |
| 8    | LOS        | 受信障害表示(受信強度が最小感度未満) |
| 9    | VeeR       | 接地 (受信機)                        |
| 10   | VeeR       | 接地 (受信機)                        |
| 11   | VeeR       | 接地 (受信機)                        |
| 12   | RD-        | 受信データ                           |
| 13   | RD+        | 受信データ                           |
| 14   | VeeR       | 接地 (受信機)                        |
| 15   | VccR       | +3.3V電源 (受信機, max. 300mA)       |
| 16   | VccT       | +3.3V電源 (送信機, max. 300mA)       |
| 17   | VeeT       | 接地 (送信機)                        |
| 18   | TD+        | 送信データ                           |
| 19   | TD-        | 送信データ                           |
| 20   | VeeT       | 接地 (送信機)                        |

| ピン | 名称    | 機能                   |
| ---- | ------- | ---------------------- |
| 1    | GND     | 接地                   |
| 2    | Tx2n    | 送信データ             |
| 3    | Tx2p    | 送信データ             |
| 4    | GND     | 接地                   |
| 5    | Tx4n    | 送信データ             |
| 6    | Tx4p    | 送信データ             |
| 7    | GND     | 接地                   |
| 8    | ModSelL | モジュール選択設定     |
| 9    | ResetL  | LO入力でリセット       |
| 10   | Vcc-Rx  | +3.3V電源 (受信機)     |
| 11   | SCL     | 2線バスクロック        |
| 12   | SDA     | 2線バスデータ          |
| 13   | GND     | 接地                   |
| 14   | Rx3p    | 受信データ             |
| 15   | Rx3n    | 受信データ             |
| 16   | GND     | 接地                   |
| 17   | Rx1p    | 受信データ             |
| 18   | Rx1n    | 受信データ             |
| 19   | GND     | 接地                   |
| 20   | GND     | 接地                   |
| 21   | Rx2n    | 受信データ             |
| 22   | Rx2p    | 受信データ             |
| 23   | GND     | 接地                   |
| 24   | Rx4n    | 受信データ             |
| 25   | Rx4p    | 受信データ             |
| 26   | GND     | 接地                   |
| 27   | ModPrsL | モジュールの存在を示す |
| 28   | IntL    | LOで割込通知           |
| 29   | Vcc-Tx  | +3.3V電源 (送信機)     |
| 30   | Vcc1    | +3.3V電源              |
| 31   | LPMode  | 低電力モード           |
| 32   | GND     | 接地                   |
| 33   | Tx3p    | 送信データ             |
| 34   | Tx3n    | 送信データ             |
| 35   | GND     | 接地                   |
| 36   | Tx1p    | 送信データ             |
| 37   | Tx1n    | 送信データ             |
| 38   | GND     | 接地                   |

### 2線シリアルバス情報
電気インタフェイスには管理用シリアルバスが含まれており、トランシーバの通信性能、適合規格、製造元などの情報が取得できる。
これらは内蔵メモリとしてEEPROMの256バイトのメモリマップが定義されており、I²Cインタフェイスの8ビットアドレス0xA0 (1010000X)でアクセスできる。
さらに、デジタル診断監視（DDM: digital diagnostic monitoring, DOM: digital optical monitoringとも）と呼ばれる機能を持つものがある。この機能に対応したモジュールでは、送受信光強度・温度・レーザーバイアス電流・トランシーバ電源電圧などのモジュール情報をシリアルバス経由でリアルタイム監視できる。この機能は一般的にSNMPを介してネットワーク機器を監視するために実装されている。